# ديانا بروكس
ديانا بروكس (بالإنجليزية: Deanna Brooks)‏ هي بلاي ميت وممثلة أمريكية، ولدت في 30 أبريل 1974 في بولدر سيتي في الولايات المتحدة.

## وصلات خارجية
- الموقع الرسمي
- ديانا بروكس على موقع IMDb (الإنجليزية)
- ديانا بروكس على موقع أول موفي (الإنجليزية)
- ديانا بروكس على موقع قاعدة بيانات الفيلم (الإنجليزية)